# Marian Seldes

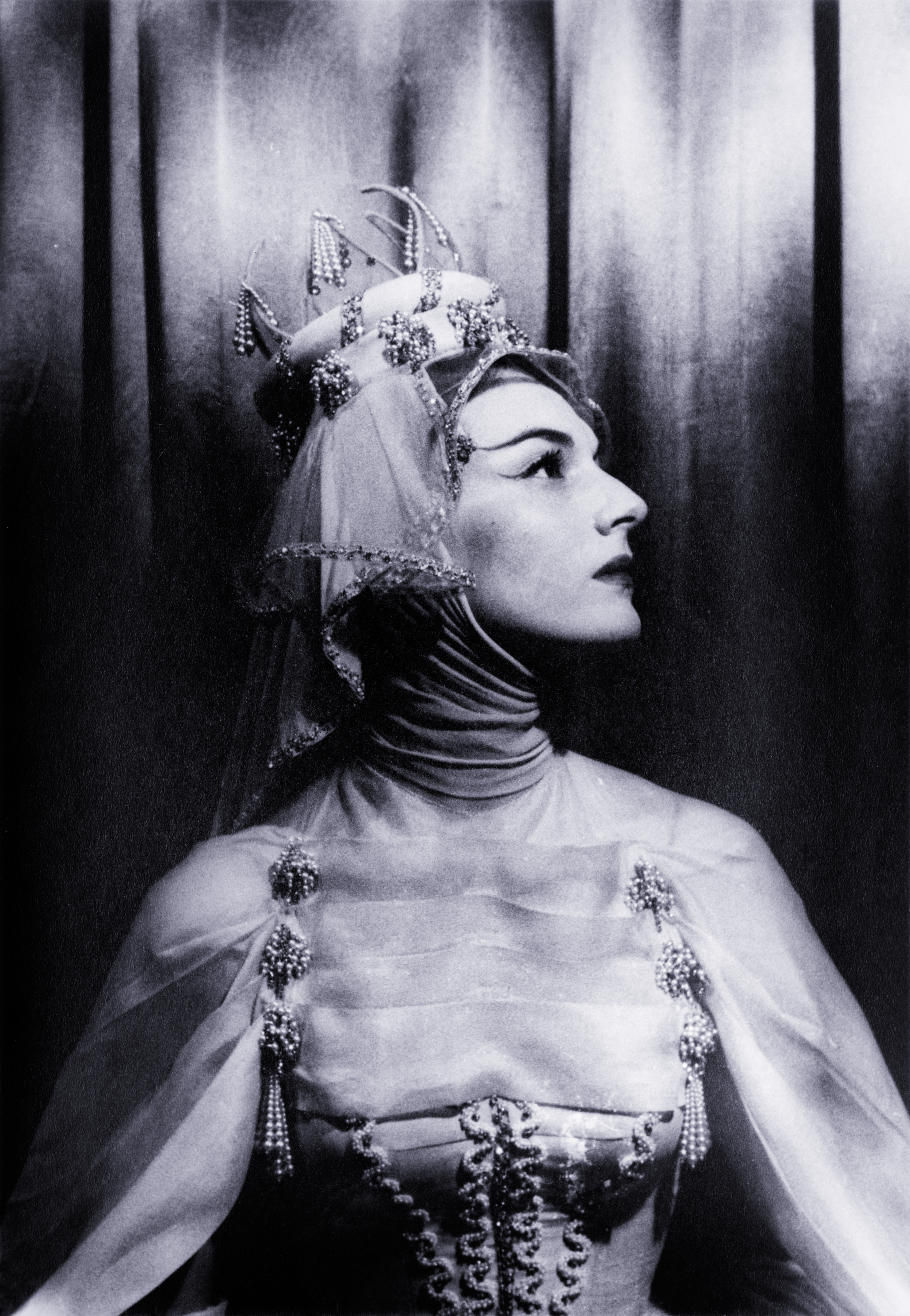
Marian Seldes im Jahr 1954

Marian Hall Seldes (* 23. August 1928 in New York City, New York; † 6. Oktober 2014 ebenda) war eine US-amerikanische Schauspielerin.

## Leben
Marian Seldes war die Tochter des Journalisten und Verlegers Gilbert Seldes. Ihr Onkel war der Journalist George Seldes. Marian studierte Schauspielkunst am New York City’s Neighborhood Playhouse. Ihre erste Fernsehrolle spielte sie in einer Folge der Fernsehserie Hallmark Hall of Fame aus dem Jahr 1952. Nach einigen weiteren Gastrollen in Fernsehserien trat sie an der Seite von Robert Wagner im Western Rächer der Enterbten (1957) auf. Im Filmdrama Crime & Punishment, USA (1959) spielte sie eine der größeren Rollen.
Für ihre Rolle im Theaterstück A Delicate Balance erhielt Seldes im Jahr 1967 den Tony Award. Im selben Jahr wurde sie Dozentin in der Juilliard School of Drama, in der sie unter anderen Kevin Kline, Laura Linney und Kevin Spacey unterrichtete. Sie arbeitete dort bis zum Jahr 1991.
In den Jahren 1974 bis 1982 war die Stimme der Schauspielerin in der Sendung CBS Radio Mystery Theater zu hören. Im Filmdrama Finger – Zärtlich und brutal (1978) spielte Seldes an der Seite von Harvey Keitel eine der größeren Rollen. Währenddessen war sie auch in zahlreichen Theaterstücken zu sehen und wurde in den Jahren 1971, 1978, 1999 sowie 2003 für den Tony Award nominiert. Im Filmdrama Träume bis ans Ende der Welt (1998) spielte sie die todkranke Mutter des geistig behinderten Ricky Schroth (Kevin Bacon).
Seldes war in den Jahren 1953 bis 1961 mit dem Filmproduzenten Julian Claman verheiratet, mit dem sie eine Tochter bekam. Im Jahr 1990 heiratete sie den Regisseur und Drehbuchautor Garson Kanin, der im Jahr 1999 starb.

## Filmografie (Auswahl)
- 1951: Sure As Fate (Fernsehserie, eine Folge)
- 1952: Our Sister Emily (Fernsehfilm)
- 1957: Rächer der Enterbten (The True Story of Jesse James)
- 1958: Das Herz eines Indianers (The Light in the Forest)
- 1959: Der Fischer von Galiläa (The Big Fisherman)
- 1959: Crime & Punishment
- 1962, 1964: Preston & Preston (The Defenders, Fernsehserie, 2 Folgen)
- 1965: Die größte Geschichte aller Zeiten (The Greatest Story Ever Told)
- 1978: Finger – Zärtlich und brutal (Fingers)
- 1988: Zits
- 1992: Betty Lou – Der ganz normale Wahnsinn (The Gun in Betty Lou’s Handbag)
- 1995: Tom und Huck (Tom and Huck)
- 1995: Clarissa (Fernsehserie)
- 1997: Wieder allein zu Haus (Home Alone 3)
- 1998: Träume bis ans Ende der Welt (Digging to China)
- 1998: Celebrity – Schön. Reich. Berühmt. (Celebrity)
- 1999: Das Geisterschloss (The Haunting)
- 2000: Women Love Women (If These Walls Could Talk 2)
- 2000: Traumpaare (Duets)
- 2001: Stadt, Land, Kuss (Town & Country)
- 2002: Hollywood Ending
- 2003: Mona Lisas Lächeln (Mona Lisa Smile)
- 2007: Law & Order: Special Victims Unit (Fernsehserie, Folge 8x15)
- 2007: Upper East Side Love (Suburban Girl)
- 2007: Ein Sommer in New York – The Visitor (The Visitor)
- 2010: Der letzte Gentleman (The Extra Man)
- 2011: Jeremy Fink and the Meaning of Life